# Agallissini

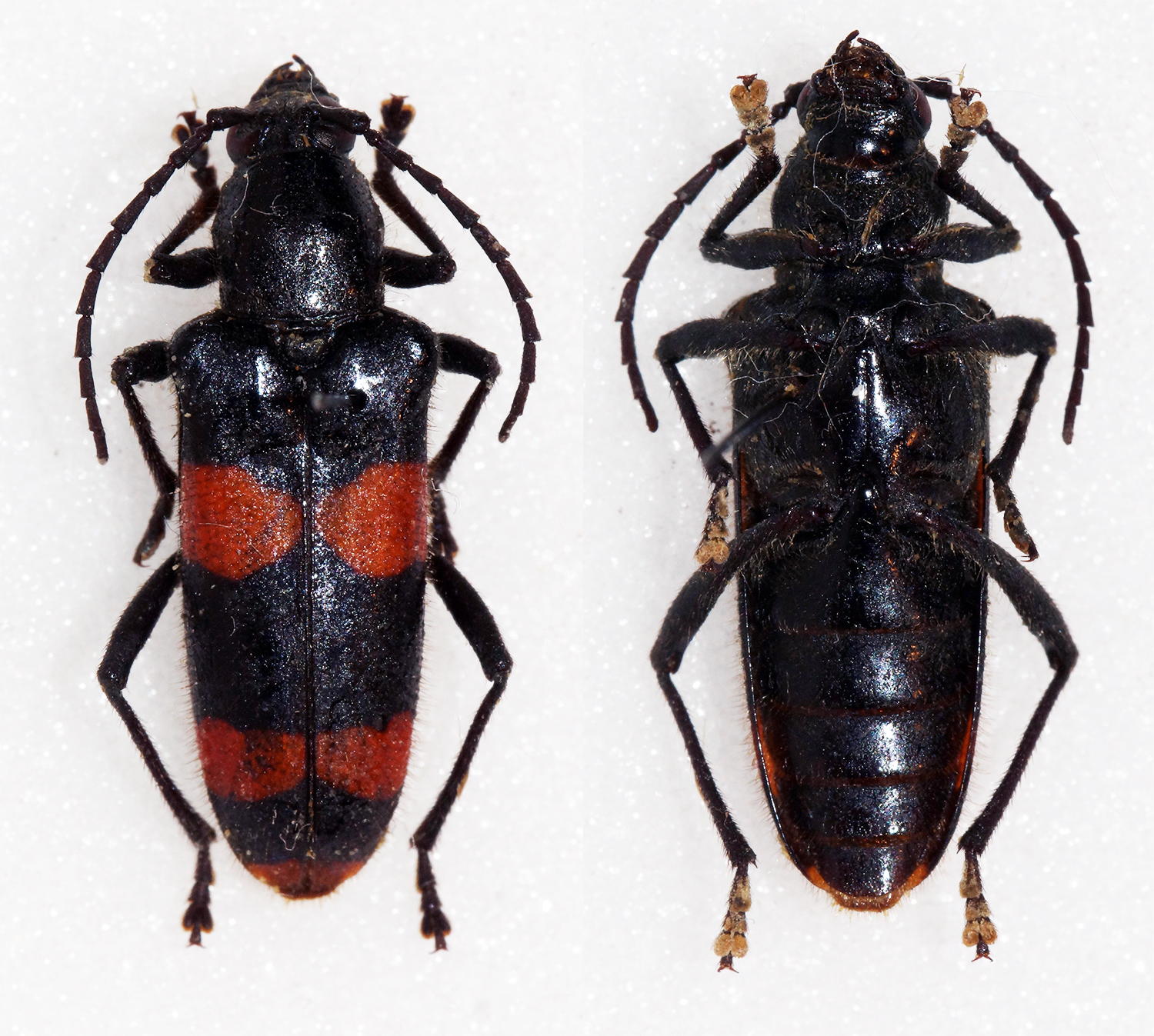
Agallissus melaniodes

Agallissini (лат.) — триба жуков-усачей из подсемейства настоящих усачей (Cerambycinae). Встречаются в Неарктике и Неотропической области.

## Описание
Тело удлиненное, среднего размера, длина от 10 до 40 мм. Глаза в основном почковидные, цельные (не полностью разделены на верхнюю и нижнюю доли). Усики в основном нитевидные, 11-члениковые, короткие, не выходят за кончик брюшка. Переднеспинка обычно субквадратная (длина примерно равна ширине); боковые края переднеспинки невооруженные, без отчетливых шипов и бугорков. Вершины надкрылий переменные, с шипами или без них.

## Классификация
Триба включает 3 рода и 6 видов. В составе трибы:
- Agalissus Dalman, 1823
  - Agallissus lepturoides (Chevrolat in Orbigny, 1844)
  - Agallissus melaniodes Dalman, 1823
- Osmopleura Linsley, 1964
  - Osmopleura chamaeropis (Horn, 1893)
- Zagymnus LeConte, 1873
  - Zagymnus clerinus (LeConte, 1873)
  - Zagymnus rugicollis Chemsak & Linsley, 1968
  - Zagymnus variatus Chemsak & Linsley, 1968